# Biała (województwo mazowieckie)
Biała – wieś w Polsce położona w województwie mazowieckim, w powiecie płockim, siedziba gminy Stara Biała.
| SIMC    | Nazwa         | Rodzaj    |
| ------- | ------------- | --------- |
| 0576042 | Biała-Parcela | część wsi |
| 0576059 | Poświętne     | część wsi |

Wieś dzierżawy królewskiej w województwie płockim w 1784 roku. Decyzją sejmu w 1775 roku otrzymał ją w dzierżawę emfiteutyczną Jan Ostaszewski herbu Ostoja.
W latach 1975–1998 miejscowość administracyjnie należała do województwa płockiego.
Na terenie wsi znajduje się klasztor zgromadzenia sióstr Matki Bożej Miłosierdzia.